# Lord Gamma
Pour les articles homonymes, voir Gamma (homonymie).
Lord Gamma (titre original : Lord Gamma) est un roman de science-fiction de Michael Marrak paru en 2000.
Le roman commence comme un road movie post-apocalyptique et se termine par des considérations complexes sur les développements des intelligences artificielles et de la réalité virtuelle. Il évoque les thèmes du clonage, de la réalité virtuelle, du voyage dans le temps, des intelligences artificielles, du destin de l'humanité, du contact avec les extraterrestres, de la modélisation informatisée de personnalités virtuelles.
Le récit principal, qui développe une trame linéaire, est entrecoupé de chapitres intermédiaires qui mettent en scène différents clones des personnages principaux.

## Publications

### Publications en Allemagne
Le roman a fait l'objet de deux publications :
- Lord Gamma, septembre 2000, éd. Shayol  (ISBN 3-926126-07-8)[1]
- Lord Gamma, juin 2002, éd. Bastei Lübbe  (ISBN 3-404-24301-3)[2]

### Publication en France
Le roman a été publié en 2003 aux éditions L'Atalante dans la collection La Dentelle du Cygne  (ISBN 2-84172-249-X), avec une traduction de Claire Duval et un dessin de couverture de Manchu.
Il s'agit du premier roman de l'auteur publié en France.

## Univers de fiction du roman
Stan Ternasky s'est réveillé sur le siège d'une vieille Pontiac, arrêtée au bord d'une route qui semble infinie. Il constate rapidement que quelque chose ne tourne pas rond dans son nouvel environnement : les nuages ne se déplacent pas, la route suit une pente infinie et le même paysage se répète tous les 180 kilomètres. Le long de la route, Stan tombe régulièrement sur des bunkers gigantesques (« stations ») qui sont tous habités par les mêmes personnes, apparemment clonées.
Ces personnes se révèlent être les 628 personnes qui ont été enlevées dans le détournement de leur avion et Stan en faisait partie. Stan prend conscience qu'ils ne se trouvent plus sur Terre. Une mystérieuse station de radio informe régulièrement les habitants des bunkers sur les conséquences d'une catastrophe nucléaire. Les habitants des bunkers prennent ces nouvelles pour argent comptant et se résignent à accepter le triste environnement qu'ils disent habiter depuis quatre années. Stan découvre que les habitants ne sont que les clones des passagers de l'avion détourné et que les gens qui les manipulent dans l'ombre ne sont probablement pas des êtres humains. Ces êtres se nomment les « Lords ».
Stan reçoit l'aide d'un certain Lord Gamma qui lui parle dans la radio (« Radio Gamma ») de sa voiture et assure être son allié. Lord Gamma informe Stan qu'il ne pourra quitter ce monde étrange que si le jeune homme parvient à localiser le clone spécifique d'une jeune femme appelée Prill, dont l'implant neuronal devra répondre favorablement à une clé numérique qui sera mise en relation avec l'implant. Stan est donc obligé de visiter toutes les stations qui se présentent pour y rechercher le clone de Prill qui répondra positivement à la clé numérique.

## Résumé
Le roman est divisé en cinq parties.

### «Papillon de nuit»
Pages 11 à 97 de l'édition publiée en France.
Le roman commence alors que Stan a déjà rencontré 15 clones de Prill dans autant de stations différentes. Jusqu'à présent, aucun des clones de la jeune femme n'a répondu positivement à la clé neuronale. Et chaque fois, sur ordre de Lord Gamma, il a été obligé de tuer avec un pistolet les différents clones de la jeune femme, ce qu'il a fait avec répugnance. Il est même parvenu à éprouver une certaine attirance pour Prill. Il arrive donc à la 16e station qui est appelée « Moths ». Il y pénètre avec l'aide de Gamma, y rencontre le clone de Prill, se demandant si celle-ci sera « le bon numéro ». Il y rencontre aussi Hank, son propre frère cloné, et découvre que la station est dirigée par Lord Seilmak.
Pour quitter la station, Stan et Prill sont obligés d'emprunter un souterrain et de faire face au gardien du bunker qu'ils sont obligés de tuer.

### «Terrarium»
Pages 99 à 179 de l'édition publiée en France.
Arrivés à l'air libre, ils prennent la fuite. Pour la 16e fois, Stan explique à Prill les raisons de son road-movie et la raison pour laquelle il l’a « enlevée ». Il en profite aussi pour expliquer longuement à Prill quelle fut la vie tumultueuse passée de Hank, qui sur Terre, avant le clonage, avait longtemps été hospitalisé en psychiatrie et partiellement lobotomisé.
Stan doit donc vérifier si le clone de Prill réagit à la clé numérique. Apprenant qu'elle risquait d'être exécutée en cas de signal négatif, Prill s'insurge et prend la fuite. Stan la retrouve épuisée deux kilomètres plus loin. Il fait glisser la clé numérique sur un implant situé à l'arrière du crâne : la clé ne réagit pas. Prill comprend qu'elle doit être exécutée et tente de convaincre Stan de ne pas le faire. Stan sait qu'il est obligé de la tuer pour deux raisons : la première est qu'il doit passer dans la zone de la station suivante, où il serait inopportun de voir arriver une « seconde Prill » en plus du « second Stan » ; la seconde est que Lord Seilmak ou n'importe quel autre Lord ne doit pas pouvoir lire l'implant de Prill et découvrir ce que recherche Lord Gamma.
Mais soudain, des robots « runners » arrivent, à la poursuite du couple. Stan et Prill partent en voiture, poursuivis par les robots. Lors de la course poursuite qui s'ensuit, Stan est blessé par balle tandis que Prill est décapitée par l'un des runners (et sa tête récupérés par les robots). Stan parvient à pénétrer dans la zone suivante et les runners abandonnent la poursuite. Stan informe Lord Gamma de la catastrophe qui vient de se produire : disposant de la tête de Prill et son implant, les autres Lords vont bientôt découvrir les projets secrets de Gamma concernant la jeune femme. Lord Gamma informe Stan qu'il va bientôt changer ses plans et qu'il lui envoie un robot médecin pour soigner ses blessures. Effectivement, un robot arrive et soigne les blessures de Stan. Ce dernier, requinqué, peut arriver à la 17e station pour tenter de trouver la Prill locale. Pour cela, comme les fois précédentes, il pénètre dans la station par une bouche d'aération.
Assez rapidement, il rencontre Zoé, qui lui apprend qu'ils sont mariés mais en instance de séparation. Stan la menace avec son arme et l'oblige à l'amener dans son appartement. Il y rencontre son propre clone local, qu'il ligote à une chaise. Sur cette station, les individus sont tous habillés de manière raffinée et maquillés avec délicatesse. Toujours sous la menace de l'arme, Stan ordonne à Zoé de lui montrer quels habits il doit mettre et lui demande de le maquiller. Il apprend que cette zone est dirigée par Lord Nikobal et que pour rencontrer le clone local de Prill, il devra accéder aux niveaux inférieurs. Or pour cela, il faut arriver dans les premiers d'un jeu local appelé « Babalone ». Stan va donc y participer.

### «Babalone»
Pages 181 à 260 de l'édition publiée en France.
Stan participe donc au jeu « Babalone ». Il doit d'abord faire avancer sur un lac une sorte de bulle dans laquelle il est enfermé. Puis, l'ayant fait et traversé le lac, il doit escalader une immense muraille. Il est alors aidé par un autre homme, Sebastian, qui avait joué dans la précédente édition du jeu et avait été bloqué dans Babalone. L'homme lui révèle que pour l’épreuve suivante, chaque participant devra faire face à ses pires cauchemars. Effectivement, Stan se retrouve dans une situation stressante dans laquelle il s'était personnellement trouvé impliqué quelques années plus tôt, dans la forêt vierge d'Amérique du sud, confronté à des contrebandiers violents. Stan parvient à faire face à cette épreuve.
Il a alors parcouru la plupart du trajet du Jeu. Reste la dernière épreuve : traverser un pont suspendu, ce qui ne va pas poser de problème. Sebastian lui explique qu'il va devoir rester dans Babalone : des capteurs situés sur le pont permettent de détecter qui passe dessus. Nul doute que si lui, Sebastian, passe le pont, le Jeu lui fera un triste sort. C'est alors que Stan a une idée pour pallier ce problème : il portera Sebastian sur son dos de manière que les pieds de Sebastian ne touchent pas le pont suspendu. Après réflexion, Sebastian accepte. Les deux hommes traversent le pont sans difficulté. Ils « sortent du Jeu ».
Le public du Jeu, composé des clones (supervisés par Lord Nikobal), est surpris de voir apparaître deux hommes sortir en même temps du Jeu, dont l'un des deux (Sebastian) était censé ne pas y avoir participé. Stan se retrouve face à Nikobal, qui lui demande des explications. Au cours de la discussion, il apparaît que le Lord soupçonnait Stan de ne pas être celui qu'il prétendait être. Stan commence par le menacer avec un pistolet qui lui permet de se défendre face aux clones, mais Nikobal rit de cette menace ridicule. Stan menace le Lord avec une « arme radiante » découverte lors de la visite dans la précédente station. Ici, le Lord ne rit plus : l'arme peut le tuer ou du moins le blesser grièvement. Stan lui ordonne alors, sous la menace de l'arme radiante, de pénétrer dans Babalone. Avec réticence, le Lord se plie à cette exigence.

### «Niveaux»
Pages 261 à 343 de l'édition publiée en France.
Stan « récupère » Prill.

### «Sphère»
Pages 345 à 432 de l'édition publiée en France.

## Prix littéraire
Le roman a reçu le prix Kurd-Laßwitz du meilleur roman de science-fiction en 2001.